# Лейквілл (Мен)
Лейквілл (англ. Lakeville) — місто (англ. town) в США, в окрузі Пенобскот штату Мен. Населення — 104 особи (2020).

## Демографія
Згідно з переписом 2010 року, у місті мешкало 105 осіб у 55 домогосподарствах у складі 32 родин. Було 453 помешкання
Расовий склад населення:
| - 95,2 % — білих - 2,9 % — азіатів |

До двох чи більше рас належало 1,9 %. Частка іспаномовних становила 0,0 % від усіх жителів.
За віковим діапазоном населення розподілялося таким чином: 9,5 % — особи молодші 18 років, 61,9 % — особи у віці 18—64 років, 28,6 % — особи у віці 65 років та старші. Медіана віку мешканця становила 59,3 року. На 100 осіб жіночої статі у місті припадало 144,2 чоловіків;  на 100 жінок у віці від 18 років та старших — 137,5 чоловіків також старших 18 років.
Середній дохід на одне домашнє господарство  становив 51 220 доларів США (медіана — 36 042), а середній дохід на одну сім'ю — 61 148 доларів (медіана — 38 125). За межею бідності перебувало 17,4 % осіб, у тому числі 50,0 % дітей у віці до 18 років та 0,0 % осіб у віці 65 років та старших.
Цивільне працевлаштоване населення становило 21 особа. Основні галузі зайнятості: освіта, охорона здоров'я та соціальна допомога — 33,3 %, публічна адміністрація — 28,6 %, інформація — 19,0 %, сільське господарство, лісництво, риболовля — 14,3 %.